# Laurepa maroniensis
Laurepa maroniensis är en insektsart som beskrevs av Lucien Chopard 1912. Laurepa maroniensis ingår i släktet Laurepa och familjen syrsor. Inga underarter finns listade i Catalogue of Life.